# Форт Преск-Иль
Форт Преск-Иль (фр. Fort de la Presqu'île, англ. Fort Presque Isle) — бывший французский, а затем британский военный форт и торговый пост, основанный вдоль залива Преск-Айл на территории современного американского города Эри в штате Пенсильвания. Первоначально был построен французскими солдатами в 1753 году для защиты тропы Венанго. Форт Преск-Иль является первым французским укреплением, построенным на Огайской земле.

## История
Форт был построен французами во время разгорающегося конфликта между Францией и Британией на Огайской земле. Спекулянты землёй в Виргинии и Пенсильвании создавали компании, чтобы открыть Огайскую землю для британских поселений. Их деятельность представляла серьёзную угрозу для Новой Франции. В 1749 году маркиз де Галиссоньер отправил в долину Огайо миссию Пьер-Жозефа Селорона де Бленвиля. Во время пути французы посетили ряд крупных индейских поселений, включая Киттанинг, Шенанго, Соннонтио и Пикавиллани. Селорон призвал индейские племена присоединиться к Новой Франции для борьбы против англичан. Весной 1753 года на южном берегу озера Эри высадились 1500 французских солдат и офицеров и начали строительство нескольких фортов, в том числе и форта Преск-Иль. После победы британцев в сражении за форт Ниагара в 1759 году французы сожгли форт и покинули эти земли. 
Британцы построили новый форт на месте уничтоженного французами, который оказался захвачен индейцами во время Восстания Понтиака. В июне 1763 года сенека решили завладеть фортом Преск-Иль, комендантом которого был лейтенант Джон Кристи. Близ форта они встретились с посланным Понтиаком отрядом, состоящем из оттава, оджибве и вайандотов. Около 250 индейских воинов осадили Преск-Иль, призывая гарнизон сдаться. Нападавшие применили горящие стрелы против деревянных строений форта. Они также начали подкоп к блокгаузу, что указывает на усвоенные ими уроки европейской осадной тактики. Продержавшись два дня, гарнизон из 30 человек сдался при условии, что они смогут вернуться в форт Питт. Индейцы согласились, но затем взяли солдат в плен. Некоторые позднее были убиты, Джон Кристи был доставлен в деревню вайандотов и вместе с восемью своими солдатами 9 июля передан британцам. Падение Преск-Иля 21 июня 1763 года поразило британского полковника Анри Буке, так как он его проектировал и считал, что индейцы, со своей примитивной тактикой, никогда не смогут завладеть им.
В 1786 году в район форта прибыл американский генерал Энтони Уэйн. В 1795 году началось межевание земли вблизи остатков форта. В том же году 200 американских солдат из армии Уэйна под руководством капитана Джона Грабба построили блокгауз, который также назвали форт Преск-Иль. Он использовался как часть обороны от восстаний индейцев. В 1796 году Энтони Уэйн умер в форте после болезни. Его похоронили под флагштоком северо-западного блокпоста форта. Блокгауз также использовался во время Англо-американская войны. В 1852 году блокгауз сгорел во время пожара. В 1880 году он был реконструирован в качестве памятника генералу Уэйну. С тех пор блокгауз несколько раз перестраивался, последний раз в 1984 году.